# Acacia cupeyensis
Acacia cupeyensis är en ärtväxtart som beskrevs av Leon. Acacia cupeyensis ingår i släktet akacior, och familjen ärtväxter. Inga underarter finns listade i Catalogue of Life.